# ヒバカリ
ヒバカリ（日計・日量・熇尾蛇・竹根蛇、Hebius vibakari）は、爬虫綱有鱗目ナミヘビ科ヒバカリ属に分類されるヘビ。ヒバカリ属の模式種。

## 分類
以下の亜種の分類は、Reptile Database(2020)に従う。
Hebius vibakari vibakari (Boie, 1826) ヒバカリ
日本（本州、四国、九州、壱岐、隠岐、屋久島など）
全長40 - 65センチメートル。胴体の斜めに列になった背面の鱗の数（体列鱗数）は19。総排出口までの腹面にある幅の広い鱗の数（腹板数）は142 - 153。総排出口から後部の鱗の数（尾下板数）は左右に62 - 82ずつ。背面の色彩は淡褐色や褐色。吻端から口角、頸部にかけて白や淡黄色の斑紋が入る。腹面を覆う鱗（腹板）の色彩は黄白色で、外側に黒い斑点が入る。
Hebius vibakari danjoensis (Toriba, 1986) ダンジョヒバカリ Danjo Island keelback
日本（男島）
全長18.1 - 34.2センチメートル。オスでは尾の比率が30 - 33 %。体列鱗数は頸部で19、胴体中央部や総排泄孔前部では17。腹板数は127 - 134。尾下板数は左右に88 - 89ずつ。頭部は暗褐色。胴体は淡褐色で、黒褐色の斑点と縦縞状に明色斑が入る。
記載前には、ザウテルヘビと混同されていたこともある。
Hebius vibakari ruthveni (Van Denburgh, 1923) タイリクヒバカリ
大韓民国、中華人民共和国（黒竜江省）、朝鮮民主主義人民共和国、ロシア南東部（沿海地方） 
腹板数は143 - 155。尾下板数は左右に54 - 69ずつ。

## 生態
平地から低山地にある森林に生息し、水辺を好む。薄明薄暮性傾向が強いが、雨天時には昼間も活動する。危険を感じると鎌首をもたげ、威嚇する。基亜種は10月から翌4月に冬眠する。泳ぐのが上手である。
魚類、カエルやその幼生、ミミズなどを食べる。
繁殖様式は卵生。基亜種は、5 - 6月に交尾を行う。基亜種は7 - 8月に、1回に2 - 10個（平均6個）の卵を産む。亜種ダンジョヒバカリは、1 - 2個の卵を産む。卵は34 - 37日で孵化する。

## 人間との関係
無毒種だがかつては毒蛇とみなされていた(ヤマカガシのように、後牙にごく弱い毒を持っている可能性も指摘されている)。名前は「噛まれたら命がその日ばかり」に由来する。しかし、2023年現在まで、ヒバカリによる咬傷が原因での死亡事故は一件も確認されていない。
H. v. danjoensis　ダンジョヒバカリ
男島は無人島で環境は安定していると考えられているが分布域が3平方キロメートル以下と限定的で、隣接する女島には灯台の管理や台風からの避難などで人の出入りがあるため例として偶発的な外来種の侵入などによる環境の変化が懸念されている。
情報不足（DD）（環境省レッドリスト）